# Aloun Ndombet-Assamba
Aloun Ndombet-Assamba, là một luật sư, chính trị gia và nhà ngoại giao người Jamaica. Bà trước đây là thành viên của Nghị viện Saint Ann South East và từng là Bộ trưởng Bộ Du lịch, Giải trí và Văn hóa của Jamaica. Bà đã từng là Cao ủy cho Jamaica ở London giữa năm 2012 và 2016.

## Thơ ấu và giáo dục
Assamba sinh ra ở Spanish Town, St, Catherine, cha mẹ bà đã di cư và đến sống ở Moneague, St. Ann cùng với bà khi bà còn nhỏ. Cha mẹ bà sau đó chuyển đến Kingston cùng bà khi bà 13 tuổi. Bà được giáo dục tại trường trung học Ferncourt, trường trung học Merl Grove và Học viện Convent of Mercy Alpha, nơi bà là phó hiệu trưởng. Sau đó, bà tiếp tục học luật tại Đại học West Indies và Trường Luật Norman Manley. Sau đó, bà học Giải pháp tranh chấp thay thế tại Đại học Capital ở Columbus, Ohio.

## Nghề nghiệp

### Nghề luật
Assamba là cố vấn pháp lý tại Tập đoàn Phát triển Công nghiệp Jamaica (JIDC) trong khoảng thời gian từ 1983 đến 1987 và Uỷ viên Quản trị Chiến lược tại Đại học Pittsburgh từ năm 1991 đến 1992.
Bà trở thành giảng viên tại Trường Kinh doanh Mona và giảng dạy Hòa giải tại Trường Luật Norman Manley. Từ năm 1994 đến 2002, Assamba là Tổng giám đốc của Liên minh Tín dụng Hợp tác xã Thành phố Kingston (COK), từ năm 1994 đến 2002, và tiếp tục làm Tổng Cố vấn & Giám đốc Công ty tại Paymaster Jamaica Limited (2007-2008).

### Sự nghiệp chính trị
Aloun Ndombet-Assamba từng là Thượng nghị sĩ Chính phủ từ năm 1998 đến 2002 và sau đó là Thành viên Nghị viện của Saint Ann South East cho đến năm 2007, khi bà được Lisa Hanna kế nhiệm.
Assamba từng là Bộ trưởng Nhà nước trong Bộ Công nghiệp, Thương mại và Công nghệ trước khi trở thành một trong ba phụ nữ trong Nội các Jamaica với tư cách là Bộ trưởng Bộ Du lịch, Giải trí và Văn hóa.
Bà đã tham gia với nhiều tổ chức khu vực tự nguyện, bao gồm United Way of Jamaica, Hiệp hội Ung thư Jamaica, Hiệp hội Luật sư Jamaica, Câu lạc bộ Lions và Câu lạc bộ Kiwanis của New Kingston.

### Sự nghiệp ngoại giao
Assamba được bổ nhiệm làm Cao ủy Jamaica tại Vương quốc Anh vào tháng 5 năm 2012 và phục vụ cho đến tháng 5 năm 2016.

## Giải thưởng
- Học bổng Heinz, Đại học Pittsburgh
- Giải thưởng Veuve Clicquot La Grande Dame